# La Valletta Brianza
La Valletta Brianza est une commune italienne de la province de Lecco, dans la région de la Lombardie, dans le Nord-Ouest de l'Italie.
Avec 4 647 habitants (au 31 décembre 2022), la commune de La Valletta Brianza est née de la fusion des communes de Perego et Rovagnate en janvier 2015.

## Géographie
La commune est située à environ 13 km au sud de la capitale provinciale Lecco et à 35 km au nord-est de la métropole de Milan.

## Hameaux
Albareda, Bagaggera, Barbabella, Bernaga, Brugolone, Casternago, Cerè, Cereda, Crescenzaga, Filatoio, Fornace Alta, Fornace Bassa, Francolino, Galbusera Bianca, Malnido, Malpensata, Monte, Molino, Ospedaletto, Perego, Rovagnate, Sara, Spiazzo et Zerbine.

## Communes voisines
Castello di Brianza, Missaglia, Montevecchia, Olgiate Molgora, Santa Maria Hoè et Sirtori.

## Démographie
| Développement démographique | Développement démographique | Développement démographique | Développement démographique | Développement démographique | Développement démographique | Développement démographique | Développement démographique | Développement démographique | Développement démographique | Développement démographique | Développement démographique | Développement démographique | Développement démographique | Développement démographique | Développement démographique | Développement démographique |
| --------------------------- | --------------------------- | --------------------------- | --------------------------- | --------------------------- | --------------------------- | --------------------------- | --------------------------- | --------------------------- | --------------------------- | --------------------------- | --------------------------- | --------------------------- | --------------------------- | --------------------------- | --------------------------- | --------------------------- |
| Année                       | 1861                        | 1871                        | 1881                        | 1901                        | 1911                        | 1921                        | 1931                        | 1951                        | 1961                        | 1971                        | 1981                        | 1991                        | 2001                        | 2011                        | 2022                        |                             |
| Habitants                   | 2032                        | 2148                        | 2093                        | 2523                        | 3066                        | 2934                        | 2845                        | 2903                        | 2889                        | 2968                        | 3192                        | 3654                        | 4156                        | 4676                        | 4674                        |                             |
| Source : ISTAT              |                             |                             |                             |                             |                             |                             |                             |                             |                             |                             |                             |                             |                             |                             |                             |                             |